# Grupo Safra
Grupo J. Safra é um conglomerado de capital fechado formado por empresas de propriedade de Vicky Safra e família. Vicky Safra é viúva do banqueiro Joseph Safra, que, no momento de sua morte, era o banqueiro mais rico do mundo. O Grupo J. Safra  está presente em mais de 30 paises das Américas, Europa e Ásia, é o maior grupo bancário privado familiar do mundo.

## Aquisições
Em 1998, o Grupo Safra, junto com a BellSouth e o Grupo Oesp, criaram a BCP, que deveria servir como uma empresa-espelho para concorrer com as grandes empresas de telecomunicação durante o processo de privatização da Telebrás. Ela foi uma das primeiras empresas de telecomunicação privadas do Brasil, mas ela faliu em 2003 e foi vendida para a Telmex. O grupo possuia 42,5% do capital.
Em maio de 2011 comprou 20% da empresa de papel e celulose Eco Brasil Florestas por R$ 160 milhões.[carece de fontes?]
Em novembro de 2011, comprou 46% do banco suíço Sarasin por 1,13 bilhão de dólares. Com a aquisição, o Grupo J. Safra ultrapassou a marca de 200 bilhões de dólares em ativos sob gestão. Em 2012 o Grupo J. Safra passou a deter a totalidade das ações do Sarasin após fazer uma oferta para adquirir participações de acionistas minoritários.
Em agosto de 2014, tentou junto ao Cutrale adquirir a empresa americana de bananas Chiquita por US$ 611 milhões de dólares. Na época a Chiquita não aceitou a oferta dos brasileiros por querer continuar o processo de fusão com a Irlandesa Fyffes. Porém, em 24 de outubro de 2014 a Chiquita desistiu da fusão com a Fyffes e em 27 de outubro os grupos brasileiros Safra e Cutrale adquiriram a empresa por US$ 1,3 bilhão de dólares.
Em novembro de 2014, comprou por 726 milhões de Libras (ou 2,9 bilhões de reais) um dos maiores edifícios de Londres, o 30 St Mary Axe ou Gherkin. O Gherkin é um dos prédios mais famosos do Reino Unido. Foi inaugurado em 2004 e possui mais de 50.000 metros quadrados para escritórios. Assim se juntando à um portfólio de mais 200 imóveis que o grupo possui em todo o mundo.

## Disputa judicial
Em 2023, uma disputa judicial iniciou-se quando o bilionário Alberto Safra decidiu processar a mãe e dois irmãos na Justiça de Nova York. O banqueiro alega que seus familiares diluíram indevidamente sua participação de 28% em 13,5% e o impediram de nomear seu próprio diretor.
Alberto alegou em uma petição judicial que, depois de deixar os negócios da família em 2019, seu pai “mudou rapidamente seus testamentos” para cortá-lo da herança e aumentar a participação de seus irmãos proporcionalmente. Alberto afirma que pai, Joseph Safra, que tinha Parkinson, não tinha capacidade mental para fazer três novos testamentos entre novembro e dezembro de 2019. Já a família argumenta que Alberto foi deserdado por uma decisão de Joseph após um desentendimento e, em comunicado, disse que Alberto "atentou contra o pai em vida e agora o faz contra sua memória".

## Principais empresas do grupo
- Banco Safra (Brasil) - 100%
- Safra National Bank of New York (Estados Unidos e América Latina) - 100%
- Bank J. Safra Sarasin (Europa e Ásia) - 100%
- Chiquita Brands (Indústria de Alimentos) - 50%
- Cinco (Empresa de Tecnologia) - 100%
- Jenel Real Estate (Estados Unidos) - 100%
- JSRE Management (Estados Unidos) - 100%
- JSRE 30 St Mary Axe Management Ltd (Reino Unido) - 100%